# Laila Padotzke
Laila Marie Noëlle Padotzke (* 25. Dezember 2004 in Munzingen, Freiburg im Breisgau) ist eine deutsche Schauspielerin.

## Leben
Laila Padotzke wurde als Tochter der Schauspielerin Susu Padotzke und des Musikers Sebastian Padotzke geboren. Ihre jüngere Schwester ist Lola Linnéa Padotzke. Mit sechs Jahren hatte sie einen ersten Auftritt in einer Folge der Krimiserie Schmidt & Schmitt. 2013 sprach und sang sie die Rolle des Pepe in der Hörspielproduktion Pepe der kleine Wolf und Harry der Hase. 2018 illustrierte sie das dazugehörige Kinderbuch ihres Vaters als Große Arbeit in der neunten Klasse der Montessorischule Inning am Ammersee.
2014 verkörperte sie im Fernsehfilm Julia und der Offizier ein Waisenkind, das im Kinderheim der Titelfigur Julia lebt. 2016 war sie in der ARD-Serie Sturm der Liebe in zwei Folgen als junge Clara Morgenstern zu sehen. In der Neuverfilmung Das doppelte Lottchen des gleichnamigen Romanes von Erich Kästner spielte sie 2017 die Rolle der Moni. 2020 hatte sie im Kinofilm Vier zauberhafte Schwestern von Regisseur Sven Unterwaldt basierend auf der Buchreihe Sprite Sisters von Sheridan Winn als Gegenspielerin von Katja Riemann als böse Zauberin Glenda eine Hauptrolle. Sie verkörperte darin Flame, die älteste der vier Schwestern, die das Element Feuer beherrschen kann. In der SWR-Serie Tiere bis unters Dach war sie 2020/2021 als Lea zu sehen.
In dem im Mai 2021 im ZDF und im ORF erstausgestrahlten Fernsehfilm An seiner Seite mit Senta Berger übernahm sie die Rolle von deren Enkelin Lisa. Im ARD-Fernsehfilm Das Kindermädchen – Mission Italien (Erstausstrahlung ebenfalls im Mai 2021) aus der Reihe Das Kindermädchen mit Saskia Vester verkörperte sie die Rolle der Schülerin Luisa. Im Sommer 2021 drehte sie unter der Regie von Michael Riebl für die ORF/BR-Serie Alles finster – Überleben für Anfänger, die von einem Blackout handelt und in der sie an der Seite von Michael A. Grimm und Bettina Mittendorfer die Rolle der Marie übernahm. Für die ZDF-Reihe Herzkino drehte sie im Sommer 2025 die romantische Komödie Baumgeflüster mit Linus Schütz und Aaron Friesz unter der Regie von Dirk Kummer.

## Filmografie (Auswahl)
- 2014: Julia und der Offizier (Fernsehfilm)
- 2016: Sturm der Liebe (Fernsehserie, zwei Episoden)
- 2017: Das doppelte Lottchen (Fernsehfilm)
- 2020: Vier zauberhafte Schwestern
- 2020–2021: Tiere bis unters Dach (Fernsehserie, zwei Episoden)
- 2021: An seiner Seite (Fernsehfilm)
- 2021: Das Kindermädchen – Mission Italien (Fernsehreihe)
- 2022: Alles finster – Überleben für Anfänger (Fernsehserie)
- 2022: Der Kommissar und der See – Liebeswahn (Fernsehreihe)
- 2023: Die Bergretter – Dünnes Eis (Fernsehserie)
- 2025: Die Chefin – Neues Leben (Fernsehserie)